# Chính sách thị thực của Sudan
Du khách đến Sudan phải xin thị thực từ một trong những phái bộ ngoại giao Sudan trừ khi họ đến từ một trong những nước được miễn thị thực.

## Bản đồ chính sách thị thực

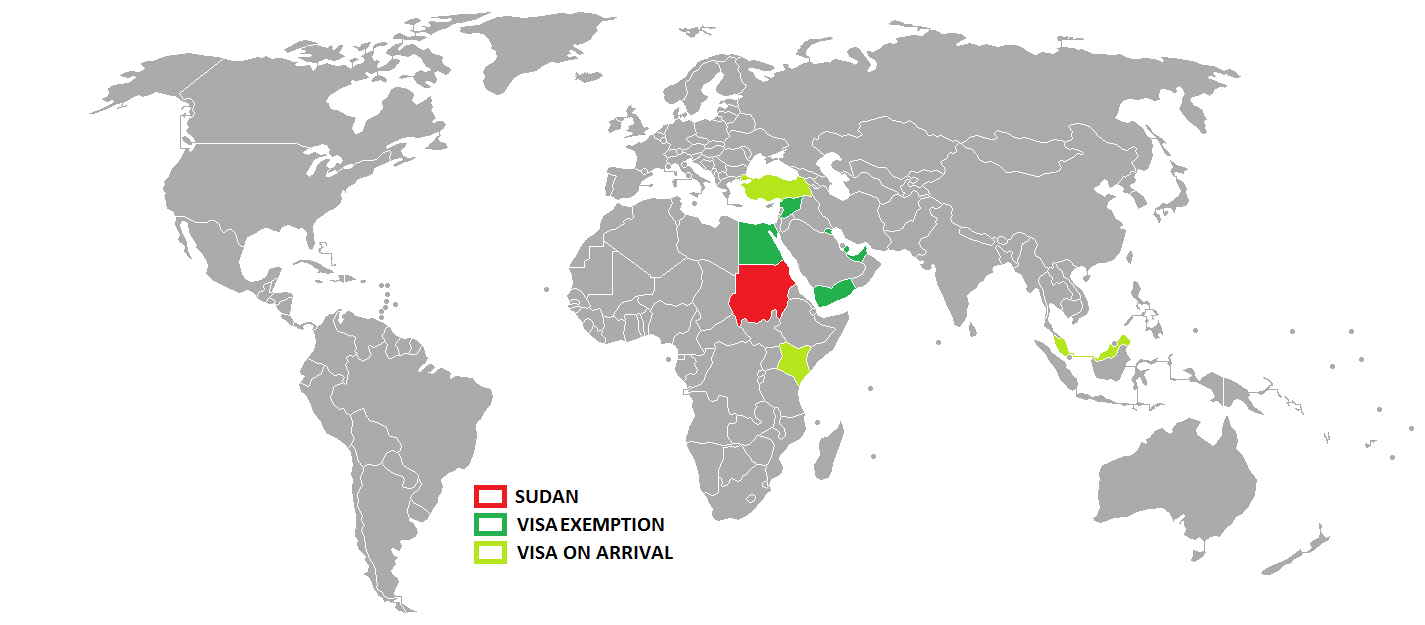
Chính sách thị thực Sudan
Sudan
Miễn thị thực
Thị thực tại cửa khẩu

## Miễn thị thực
Công dân của 6 quốc gia sau có thể đến Sudan mà không cần thị thực:
| - Ai Cập (trừ nam 18-49 tuổi) - Kuwait - Các Tiểu vương quốc Ả Rập Thống nhất - Yemen |

| - Qatar - Syria |

Công dân của  Ả Rập Xê Út đi công tác không cần thị thực.
Công dân của các quốc gia sau có thể đến Sudan mà không cần thị thực hai tháng với thư mời từ Bộ Ngoại giao:
| - Benin - Burkina Faso - Cộng hòa Trung Phi - Chad - Comoros - Bờ Biển Ngà - Djibouti - Eritrea - Gambia - Ghana - Guinea - Guinea-Bissau - Kenya | - Liberia - Libya - Mali - Mauritania - Maroc - Niger - Nigeria - Sao Tome và Principe - Senegal - Sierra Leone - Somalia - Togo - Tunisia |  |

Người sở hữu hộ chiếu ngoại giao/công vụ/đặc biệt của Algérie, Trung Quốc, Brazil, Congo, Ethiopia, Iran, Namibia, Thổ Nhĩ Kỳ và Việt Nam và người sở hữu hộc hiếu ngoại giao của Nam Sudan không cần thị thực để đến Sudan.
Thỏa thuận miễn thị thực được ký với Nga và chưa có hiệu lực.

## Thị thực tại cửa khẩu
Công dân của 3 quốc gia sau có thể xin thị thực Sudan tại cửa khẩu, nếu họ đến trực tiếp từ:
| - Kenya - Malaysia - Bản mẫu:Country data Thô Nhĩ Kỳ (có hiệu lực 1 tháng) |

Người sở hữu hộ chiếu ngoại giao và công vụ của Trung Quốc và người sở hữu hộ chiếu ngoại giao của Algérie (90 ngày) có thể xin thị thực Sudan tại cửa khẩu.
Người có bố người Sudan có thể xin thị thực tại cửa khẩu bất kể họ mang quốc tịch gì.

## Từ chối nhập cảnh
Nhập cảnh và quá cảnh bị từ chối với công dân  Israel, kể cả nếu không rời máy bay và bay tiếp bằng chính máy bay đó.
Nhập cảnh cũng bị từ chối với người trên giấy tờ du hành có thị thực hoặc dấu nhập cảnh được cấp bởi Israel.
Nhập cảnh và quá cảnh cũng bị từ chóoi với người có hộ chiếu phổ thông của  Bangladesh trừ khi họ đến với tư cách là đại biểu thương mại hoặc học sinh tại học viện hoặchoặc đại học Sudan và có thẻ cư trú.